# Dyschirius globosus
Dyschirius globosus (лат.) — вид жужелиц из подсемейства Scaritinae. Голарктика.

## Описание
Жуки мелких размеров, длина которых 2,2—3,0 мм. Тело стебельчатое, с перетяжкой между грудью и брюшком. Переднеспинка с укороченным латеральным вдавлением, достигающим примерно уровня переднебоковой щетинки; надкрылья с 3 дисковыми, 3 субплечевыми и 2 предвершинными щетинками; бороздки в передней половине заметно пунктированы. Микросреда обитания и способность к расселению этого вида неизвестны. Исходный ареал включает Палеарктику (Европа, Азия, Северная Африка). В последние годы отмечается в Северной Америке (Канада). Он был зарегистрирован в Британской Колумбии из-под скошенной травы. Известно, что в Палеарктике он встречается недалеко от морей, прибрежных местообитаний и пастбищ и является роющим видом.